# Endophyllum dimorphothecae
Endophyllum dimorphothecae är en svampart som beskrevs av A.R. Wood & Crous 2005. Endophyllum dimorphothecae ingår i släktet Endophyllum och familjen Pucciniaceae.   Inga underarter finns listade i Catalogue of Life.